# M'bar N'Diaye
M'bar N'Diaye (París, 15 de junio de 1983) es un deportista francés que compite en taekwondo.
Ganó una medalla de bronce en el Campeonato Europeo de Taekwondo de 2014, en la categoría de –87 kg. Participó en los Juegos Olímpicos de Río de Janeiro 2016, ocupando el séptimo lugar en la categoría de +80 kg.

## Palmarés internacional
| Campeonato Europeo | Campeonato Europeo | Campeonato Europeo | Campeonato Europeo |
| Año                | Lugar              | Medalla            | Categoría          |
| ------------------ | ------------------ | ------------------ | ------------------ |
| 2014               | Bakú (Azerbaiyán)  | Medalla de plata   | –87 kg             |